# Campionato Tocantinense 2025
Il Campionato Tocantinense 2025 è stata la 33ª edizione della massima serie del campionato tocantinense. La stagione è iniziata il 4 febbraio 2025 e si è conclusa il 5 aprile successivo.

## Stagione

### Novità
Al termine della stagione 2024, sono retrocesse in Segunda Divisão Bela Vista e Batalhão. Il Bela Vista, vincitore della Segunda Divisão 2024, è immediatamente risalito nella massima serie, insieme al Batalhão, classificatosi secondo.

### Formato
Le otto squadre si affrontano dapprima in una prima fase a gironi, composta da un unico girone da otto squadre. Le prime quattro classificate di tale girone, accederanno alla seconda fase che decreterà la vincitrice del campionato. Le ultime due classificate, retrocedono in Segunda Divisão.
La formazione vincitrice e la seconda classificata, potranno partecipare alla Série D 2026, alla Coppa del Brasile 2026 e alla Copa Verde 2026.

## Risultati

### Prima fase
|  | Pos. | Squadra               | Pt | G | V | N | P | GF | GS | DR  |
|  | ---- | --------------------- | -- | - | - | - | - | -- | -- | --- |
|  | 1.   | Tocantinópolis        | 16 | 7 | 5 | 1 | 1 | 15 | 6  | +9  |
|  | 2.   | Capital-TO            | 15 | 7 | 5 | 0 | 2 | 8  | 4  | +4  |
|  | 3.   | Araguaína             | 10 | 7 | 3 | 1 | 3 | 9  | 7  | +2  |
|  | 4.   | União Araguainense    | 10 | 7 | 3 | 1 | 3 | 7  | 12 | -5  |
|  | 5.   | Gurupi                | 10 | 7 | 2 | 4 | 1 | 9  | 5  | +4  |
|  | 6.   | Bela Vista            | 7  | 7 | 2 | 1 | 4 | 7  | 11 | -4  |
|  | 7.   | Batalhão              | 6  | 7 | 2 | 1 | 4 | 12 | 11 | +1  |
|  | 8.   | Tocantins de Miracema | 4  | 7 | 1 | 1 | 5 | 4  | 15 | -11 |

Legenda:
      Ammessa alla seconda fase.
      Retrocesse in Segunda Divisão 2025
Note:
Tre punti a vittoria, uno a pareggio, zero a sconfitta.

### Seconda fase
|  | Semifinali | Semifinali         | Semifinali | Semifinali | Semifinali |  |  | Finale                   | Finale                   | Finale | Finale | Finale |  |
|  |            |                    |            |            |            |  |  |                          |                          |        |        |        |  |
|  | 3          | Araguaína          | 1          | 3          | 4          |  |  |                          |                          |        |        |        |  |
|  | 2          | Capital-TO         | 2          | 0          | 2          |  |  | Araguaína                | Araguaína                | 1      | 0      | 1 (4)  |  |
|  | 4          | União Araguainense | 1          | 0          | 1          |  |  | União Araguainense (dtr) | União Araguainense (dtr) | 1      | 0      | 1 (5)  |  |
|  | 1          | Tocantinópolis     | 0          | 0          | 0          |  |  |                          |                          |        |        |        |  |

## Classifica finale
|  | Pos. | Squadra               | Pt | G  | V | N | P | GF | GS | DR  |
|  | ---- | --------------------- | -- | -- | - | - | - | -- | -- | --- |
|  | 1.   | União Araguainense    | 16 | 11 | 4 | 4 | 3 | 9  | 13 | -4  |
|  | 2.   | Araguaína             | 15 | 11 | 4 | 3 | 4 | 14 | 10 | +4  |
|  | 3.   | Capital-TO            | 18 | 9  | 6 | 0 | 3 | 10 | 8  | +2  |
|  | 4.   | Tocantinópolis        | 17 | 9  | 5 | 2 | 2 | 15 | 7  | +8  |
|  | 5.   | Gurupi                | 10 | 7  | 2 | 4 | 1 | 9  | 5  | +4  |
|  | 6.   | Bela Vista            | 7  | 7  | 2 | 1 | 4 | 7  | 11 | -4  |
|  | 7.   | Batalhão              | 6  | 7  | 1 | 3 | 3 | 12 | 11 | +1  |
|  | 8.   | Tocantins de Miracema | 4  | 7  | 1 | 1 | 5 | 4  | 15 | -11 |

Legenda:

      Vincitore del Campionato Tocantinense 2025 e qualificato per la Coppa del Brasile 2026, il Campeonato Brasileiro Série D 2026 e la Copa Verde 2026.
      Qualificato per la Coppa del Brasile 2026, il Campeonato Brasileiro Série D 2026 e la Copa Verde 2026.
      Retrocesse in Segunda Divisão 2025